# Kraftwerk Rostock
Das Kraftwerk Rostock ist das einzige Steinkohlekraftwerk in den neuen Bundesländern und steht am Ostrand der Stadt Rostock in Mecklenburg-Vorpommern. Betrieben wird es von der Kraftwerks- und Netzgesellschaft mbH (KNG). Der Kraftwerksbau begann im Juni 1991. Am 20. September 1994 wurde das Kraftwerk in Betrieb genommen und am 1. Oktober 1994 begann der Dauerbetrieb. Der Betreiber gab 2021 die Absicht bekannt, das Kraftwerk bis spätestens 2030 stilllegen zu wollen.

## Technische Daten
Die Investitionssumme betrug eine Milliarde Deutsche Mark. Als Vorlage diente Block 5 des Kraftwerks Staudinger, der zwei Jahre früher ans Netz ging. Das Kraftwerk Rostock verfügt bei einer Feuerungswärmeleistung von 1370 Megawatt über eine elektrische Bruttoleistung von 553 MW und eine Nettoleistung von 514 MW. Dabei werden für die Dampfturbine pro Stunde bis zu 1650 Tonnen Dampf produziert. Der Netzanschluss erfolgt über das Umspannwerk Bentwisch auf 380-kV-Höchstspannungsebene in das Stromnetz des Übertragungsnetzbetreibers 50Hertz Transmission.
Das Kraftwerk ist für eine Fernwärmeauskopplung von bis zu 300 MW ausgelegt, wovon ca. 150 MW bisher realisiert worden sind. Die Stadt Rostock bezieht ca. 30 % ihrer Fernwärme über das Kohlekraftwerk. Im April 2021 beschloss die Rostocker Bürgerschaft, frühstmöglich aus dem bis Ende 2024 laufenden Fernwärmeliefervertrag mit dem Kraftwerksbetreiber auszusteigen und beauftragte die Stadtverwaltung mit der notwendigen Planung.
Das Kraftwerk hat nach Betreiberangaben einen elektrischen Wirkungsgrad von 43 %. Der Betreiber gibt bei Mitnutzung der Restwärme für Fernwärme (300 MW) einen maximalen Wirkungsgrad von 62,0 % an, bei der bisher realisierten Fernwärmenutzung von 150 MW liegt der Wirkungsgrad nach Betreiberangaben bei 52,6 %.
Die Steinkohle stammte überwiegend aus dem Kusnezker Becken im Süden Sibiriens, welche per Schiff über die Ostsee angeliefert wurde. Seit der Ausweitung des russischen Angriffskriegs gegen die Ukraine im Jahr 2022 und dem daraus resultierenden Kohleembargo der Europäischen Union kommt die Kohle vorwiegend aus Kolumbien und den USA.
| im Jahre        | Steinkohle in t |
| --------------- | --------------- |
| 2011            | 998.421         |
| 2012            | 1.133.165       |
| 2013            | 940.796         |
| 2014            | 1.028.131       |
| 2015            | 1.045.407       |
| 2016            | 1.230.315       |
| 2017            | 1.058.236       |
| 2018            | 749.641         |
| 2019            | 318.044         |
| 2020 (Prognose) | 494.000         |

Der Kühlturm (Gesamthöhe 141,5 m) wird gleichzeitig als Schornstein genutzt, die Rauchgase werden dabei oberhalb der Verrieselungsebene in die Dampfschwaden eingeleitet. Bei der Rauchgasentschwefelung der Abgase fällt Gips als Abfallprodukt an.

## Emission von Schadstoffen und Treibhausgasen
Bei der Verbrennung von Steinkohle entstehen neben dem Treibhausgas Kohlenstoffdioxid (CO2) gasförmige Schadstoffe wie Stickstoffoxide (NOx/NO2 und N2O) und Schwefeloxide (SOx/SO2). Außerdem werden große Mengen an Feinstaub emittiert, an dem u. a. Nickel (Ni), Arsen (As) und Quecksilber (Hg) haften.
Das Kohlekraftwerk Rostock meldete folgende Emissionen im europäischen Schadstoffregister PRTR:
| Jahr | Kohlendioxid (CO2) in t | Stickstoffoxide (NOx/NO2) in t | Schwefeldioxide (SOx/SO2) in t | Distickstoffmonoxid (N2O) in t | Feinstaub (PM10) in t | Nickel (Ni) in kg | Arsen (As) in kg | Quecksilber (Hg) in kg |
| ---- | ----------------------- | ------------------------------ | ------------------------------ | ------------------------------ | --------------------- | ----------------- | ---------------- | ---------------------- |
| 2007 | 2.440.000               | 1.670                          | k. A.                          | 111                            | k. A.                 | 89,0              | 52,1             | 44,7                   |
| 2008 | 2.610.000               | 1.770                          | k. A.                          | 120                            | k. A.                 | 132,0             | 75,1             | 46,0                   |
| 2009 | 1.730.000               | 1.340                          | k. A.                          | 74                             | k. A.                 | 66,7              | 37,9             | 12,5                   |
| 2010 | 2.480.000               | 2.000                          | 456                            | 102                            | k. A.                 | 66,7              | 37,9             | 28,4                   |
| 2011 | 2.550.000               | 2.020                          | 316                            | 98,6                           | k. A.                 | 98,2              | 55,8             | 15,1                   |
| 2012 | 2.860.000               | 2.250                          | 445                            | 113,0                          | k. A.                 | 105,0             | 61,2             | 17,9                   |
| 2013 | 2.420.000               | 1.890                          | 450                            | 94,6                           | k. A.                 | 77,2              | 45,3             | 20,5                   |
| 2014 | 2.580.000               | 2.040                          | 323                            | 90,5                           | k. A.                 | 83,2              | 38,3             | 24,6                   |
| 2015 | 2.340.000               | 2.000                          | 275                            | 81,2                           | k. A.                 | 74,7              | 43,8             | 20,2                   |
| 2016 | 2.640.000               | 2.130                          | 355                            | 94,3                           | k. A.                 | 86,7              | 50,9             | 24,3                   |
| 2017 | 2.320.000               | 1.760                          | 577                            | 82,3                           | k. A.                 | 84,1              | 49,2             | 18,0                   |
| 2018 | 1.830.000               | 1.390                          | 600                            | 69,7                           | k. A.                 | 65,6              | 38,3             | 18,6                   |
| 2019 | k. A.                   | k. A.                          | k. A.                          | k. A.                          | k. A.                 | k. A.             | k. A.            | k. A.                  |
| 2020 | 911.000                 | 683                            | k. A.                          | 32,3                           | k. A.                 | k. A.             | k. A.            | k. A.                  |
| 2021 | 2.080.000               | 1.510                          | 271                            | 73,1                           | 71,0                  | 74,7              | 43,7             | 18,6                   |

## Kraftwerks- und Netzgesellschaft mbH
Die Kraftwerks- und Netzgesellschaft mbH, die heutige Betreiberin des Kraftwerks, wurde bereits 1990 gegründet. Sie war für die Planung und Errichtung des Kraftwerkes im Rostocker Überseehafen verantwortlich. Anteilseigner sind heute die Unternehmen:
- EnBW  (50,38 %, Anteil wurde mit Wirkung zum 1. Januar 2010 von E.ON übernommen[8])
- Rheinenergie (49,62 %, Anteil wurde mit Wirkung zum 1. Februar 2011 von Vattenfall Europe [bis dahin 25 %] und RWE Power [bis dahin 24,6 %]) übernommen[9]

Die Rheinenergie hat für ihre Geschäfte mit dem Kohlekraftwerk Rostock das Tochterunternehmen RheinEnergie HKW Rostock GmbH gegründet, mit Sitz in Köln. Den anteiligen Strom veräußert die Rheinenergie über ihr Tochterunternehmen Rheinenergie Trading. Bisher ist die Beteiligung am Kraftwerk Rostock für die Rheinenergie defizitär, welche aufgrund eines Gewinnabführungsvertrags für die Verluste aufkommen muss.
| im Jahre        | Verlust in € |
| --------------- | ------------ |
| 2011            | 9.187.407    |
| 2012            | 13.938.402   |
| 2013            | 19.207.708   |
| 2014            | 11.255.792   |
| 2015            | 6.412.399    |
| 2016            | 66.779.475   |
| 2017            | 13.198.862   |
| 2018            | 11.918.303   |
| 2019            | 53.418.250   |
| 2020 (Prognose) | 2.095.000    |